# 胡利奥·塞萨尔·甘达里利亚·贝尔梅霍
胡利奥·塞萨尔·甘达里利亚·贝尔梅霍（西班牙語：Julio César Gandarilla Bermejo，1943年—2020年11月24日），古巴军事人物，海军中将，2017年起任内政部长。

## 生平
曾任古巴共产党中央委员会委员、全国人民政权代表大会代表、军事反情报局局长等职。2015年10月出任内政部第一副部长。2017年1月接替逝世的卡洛斯·贡丁担任内政部长。全面负责警察、国家安全和反情报等工作。2020年11月24日逝世。